# Barbara Szymanowska
Barbara Magda Szymanowska là đại sứ nước Cộng hòa Ba Lan tại Cộng hòa Xã hội Chủ nghĩa Việt Nam (2014–2018).
Bà Barbara Szymanowska giữ chức Vụ trưởng Vụ Hợp tác Phát triển tại Bộ Ngoại giao từ năm 2012 đến năm 2014. Trong thời gian các năm 2010–2012 Bà là Vụ trưởng Vụ Ứng dụng các chương trình phát triển. Từ năm 2009 đến 2010 Bà giữ chức Tham tán thứ I tại Đại sứ quán CH Ba Lan tại Kabul/Afghanistan và đồng thời là cố vấn của Chỉ huy Lực lượng quân sự Ba Lan tại Afghanistan. Tại thành phố Ghazni Bà hợp tác với Quân đội Ba Lan và Đội Tái kiến thiết Tỉnh (PRT). Trong các năm 2005-2009 Bà làm cố vấn của Bộ trưởng và sau đó Phó vụ trưởng Vụ Hợp tác Phát triển.
Bà gắn bó với Bộ Ngoại giao từ năm 2004.
Bà là cử nhân Khoa Luật và Hành chính Đại học Tổng hợp Warszawa, đã kết thúc cao học chuyên ngành Châu Âu tại Đại học Tổng hợp Sussex ở Anh và cao học chuyên ngành Quản trị tại khoa Quản trị tại Đại học Warszawa. Bà thông thạo tiếng Anh và Nga.